# Червоні Хатки
Червоні Хатки́ — село в Україні, у Житомирському районі Житомирської області. Входить до складу Романівської селищної громади. Населення становить 361 осіб.
У селі діє ЗОШ І-ІІІ ст. та римо-католицький костьол.

## Географія
На південно-західній стороні від села бере початок річка Голубинка. Біля села пролягає автошлях Т 0618.

## Історія
Хутір Дреницькі Хатки заснований у 1826 році міщанином Олександром Поліковським на землях поміщика Борейка.[джерело?]
У 1906 році хутір Чудніської волості Житомирського повіту Волинської губернії. Відстань від повітового міста 48 верст, від волості 25. Дворів 15, мешканців 71.
У 1932–1933 роках село постраждало від Голодомору. Тоді у Дреницьких Хатках спостерігалися випадки людоїдства.
До 14.05.1939 року мало назву Дранецькі Хатки.
До 2020 року було центром сільської ради. Сільській раді було також підпорядковане село Залужне (Людвиківка).

## Населення

### Мова
Розподіл населення за рідною мовою за даними перепису 2001 року:
| Мова       | Відсоток |
| ---------- | -------- |
| українська | 98,34 %  |
| російська  | 1,66 %   |